# Pantanal
A Pantanal a világ legnagyobb mocsaras területe, lapos táj, szelíd lejtőkkel és kanyargós folyókkal. A régió, amelynek a neve a portugál „pântano” („ártér” vagy „mocsár”) szóból ered, Dél-Amerikában, főként Brazília két államában, Mato Grosso do Sulban és Mato Grossóban terül el. Kis része átnyúlik Bolíviába és Paraguayba is. Teljes területe 150 000 km².
A Pantanal a nedves évszak folyamán árad, s területének több mint 80%-a víz alá kerül, így tartja fenn a világ leggazdagabb vízinövény-együttesét. Vélemények szerint ez a világ legsűrűbb növényi és állati ökoszisztémája. Hírét gyakran beárnyékolja az amazóniai esőerdő, részben a közelsége miatt, de létfontosságú és érdekes a neotropikus régió e része is.
A Pantanal egy hatalmas, kis lejtésű medence, amely a Mato Grosso-fennsíkról érkező vizet gyűjti össze, majd lassan engedi el az egyetlen lefolyási lehetőséget adó Paraguay folyón keresztül. A homorú képződmény a földkéreg depressziójának eredménye, amely az Andok hegységképződési folyamatában keletkezett. Itt jött létre az óriási belső folyódelta, amelyben a fennsíkról érkező folyók olvadnak össze, miközben lerakják üledéküket, ami feltölti a Pantanal területét.
A Pantanalt nyugatról és északnyugatról chiquitano szárazerdők, délnyugatról arid chaco szárazerdők, és délről humid chaco szárazerdők határolják, északról, keletről és délkeletről pedig cerrado szavannák. Átlagos éves csapadéka 1000–1400 mm, átlagos hőmérséklete 25 °C, de az értékek 0 °C-tól 40 °C-ig ingadozhatnak.
Az esős időszak alatt (decembertől-májusig) a Pantanal vízszintje három méternél többet emelkedik. Ilyenkor az áradásos területeket elválasztó, néhány méter magas földsávokra (cordilheriákra) menekülnek a marhacsordák, valamint a költő madarak és a vadállatok. A levonuló víz nyomában, a Nílushoz hasonlóan, termékeny talaj marad, amely kiváló terepe az állattenyésztésnek. A Pantanal területének hozzávetőleg 99%-a magántulajdonban van, mezőgazdaság hasznosításban, különösen jellemző a farmgazdálkodás. A régióban 2500 fazenda áll, s 8 millió marhát tartanak.

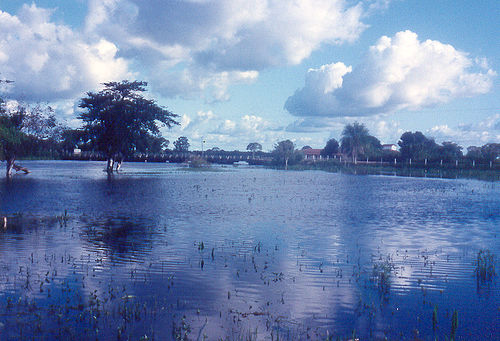
A Pantanal áradása, a háttérben egy fazenda

A Pantanal növényfajai közül 3500-at ismernek, s található több mint 650 madárfaj, 400 halfaj, 100 emlősfaj és a hüllők 80 faja, köztük az aligátor, melynek becslések szerint 10 millió példánya él itt. A Pantanal a jácintkék ara természetes otthona. Ezt a madarat elsősorban a feketepiaci kereskedelem veszélyezteti. Más fenyegetett fajok is élnek itt, mint a jaguár, a fekete kajmán, a sörényes farkas, az óriásvidra, az óriástatu, a vízidisznó és a brazil tapír.
A Pantanal egy természetes víztisztító, ám a környezeti hatások miatt túlterheltté vált, s ettől a Pantanalban élő fajok szenvednek. Ezeket a problémákat az ipari fejlesztések (különösen az aranybányászat) okozták.
A Pantanal ökoszisztémáját az ellenőrizetlen halászatok, a veszélyeztetett állatok vadászata és csempészete is fenyegetik. Az utóbbi időben az áradások elöntötték a szomszédos művelt területeket, s onnan vegyszereket mostak vissza a tavakba és a folyókba, nagyarányú halpusztulást okozva.
A világörökség listájára a Pantanal Természetvédelmi Terület került fel, amely 187 818 hektáros teljes területével négy védett területből áll.
- Pantanal Matogrossense Nemzeti Park: 135 000 ha
- Dorochê magánrezervátum: 26 518 ha
- Acuziral magánrezervátum: 13 100 ha
- Penha magánrezervátum: 13 200 ha